# Boltiere
Boltiere é uma comuna italiana da região da Lombardia, província de Bérgamo, com cerca de 4.183 habitantes. Estende-se por uma área de 4 km², tendo uma densidade populacional de 1046 hab/km². Faz fronteira com Brembate, Ciserano, Osio Sotto, Pontirolo Nuovo, Verdellino.

## Demografia
| Variação demográfica do município entre 1861 e 2011                               |
|                                                                                   |
| Fonte: Istituto Nazionale di Statistica (ISTAT) - Elaboração gráfica da Wikipedia |